# 右安门街道
右安门街道，是中华人民共和国北京市丰台區下辖的一个乡镇级行政单位。

## 行政区划
右安门街道下辖以下地区：
翠林一里社区、翠林二里社区、翠林三里社区、玉林里社区、玉林西里社区、西铁营社区、东滨河路社区、东庄社区、玉林东里一区社区、玉林东里二区社区、玉林东里三区社区、永乐社区、开阳里第一社区、开阳里第二社区、开阳里第三社区、开阳里第四社区、亚林苑一社区、亚林苑二社区、西铁营村和右安门村。
- 右安门街道办事处（翠林小区公交场站东南侧）
- 翠林三里社区
- 翠林三里以南的京沪铁路